# Thomas Bouhail
Thomas Bouhail est un gymnaste français né le 3 juillet 1986 à Montfermeil (Seine-Saint-Denis), et originaire de Villemomble, dont la performance majeure, outre son titre de vice-champion olympique 2008 au saut de cheval, est d'être devenu en 2010 le premier Français champion du monde de l'histoire de la gymnastique de l'ère moderne, sur le même agrès. Thomas Bouhail a également remporté la médaille d'or lors de la finale de la coupe du monde et le titre européen. 
Le 24 décembre 2011, il est victime d'une grave blessure, consécutive à une chute à l'entraînement, qui entraîne de nombreuses complications,  son forfait pour les Jeux olympiques de Londres, puis l'arrêt de sa carrière sportive. Il devient en 2015 entraîneur national en gymnastique artistique.

## Carrière
Né en France de parents algériens, Thomas Bouhail commence la gymnastique à Villemomble, sa ville natale, à l'âge de six ans. Bien plus doué que la moyenne, il se dirige rapidement vers d'autres cieux : le sport-étude d'Aulnay-Sous-Bois, à dix ans, avant d'intégrer en 2001, l'Institut National du Sport, de l'Expertise et de la performance (INSEP). 
C'est alors que commence sa collaboration avec son entraîneur Sébastien Darrigade.
Après ses premières médailles nationales, Thomas connaît sa première sélection en équipe de France lors des Jeux méditerranéens en 2005, à dix-neuf ans (médaille de bronze par équipe). 
L'année suivante, il décroche son premier titre de champion de France au sol.
En 2007, après une médaille d'argent lors de l'étape de coupe du monde de Paris-Bercy, Thomas devient vice-champion d'Europe au sol à Amsterdam, avant de remporter son premier titre national au saut.
En 2008, lors des Jeux olympiques de Pékin, le 18 août, à seulement vingt-deux ans, Thomas devient vice-champion olympique au saut; il se retrouve en fait à égalité (16,537 points) avec le champion du monde de l'époque Leszek Blanik sur l'ensemble des deux notes, mais le règlement en cas d'égalité sourit ce jour-ci au polonais. 
Lors de ces Jeux, Thomas termine également 8e par équipe et finaliste du concours général individuel.
Quelques mois après les jeux Olympiques, il devient le premier français à remporter la finale de la coupe du monde à Madrid (au saut).
L'année 2009 voit Thomas remporter un double titre national (au saut et au sol), deux médailles aux Jeux méditerranéens (une en or, l'autre en argent), et surtout, un titre de champion d'Europe au saut, lors des championnats d'Europe à Milan.
Après une opération à l'épaule qui l'éloigne des agrès plusieurs mois durant, il revient, sans compétition dans les jambes, aux championnats du monde de Rotterdam. 
Le 24 octobre 2010, Thomas Bouhail devient le premier français champion du monde de gymnastique de l'ère moderne (médaille d'or au saut), devançant son principal adversaire, le Russe Anton Golotsutskov.
Malheureusement pour lui, le samedi 24 décembre 2011, il se blesse lors d'un entraînement à la barre fixe, au cours duquel il est mal retombé sur sa jambe droite. Bilan, la tête du tibia et la tête du péroné ont été touchés. Il s'est fait opérer dans la foulée, mais à cause de cette chute, il a compromis ses chances de participation aux JO de Londres, dont il était un sérieux candidat au podium.
C'est finalement le jeudi 12 janvier 2012 qu'il annonce par le biais de son frère qu'il ne participera pas aux JO de Londres 2012.
Victime d'un syndrome des loges postopératoire qu'il estime être la conséquence d'une négligence médicale, Thomas a failli perdre sa jambe. Sa priorité première est de retrouver l'usage de son pied.
En décembre 2014, Thomas Bouhail renonce officiellement à sa carrière sportive. Il devient ensuite entraîneur national auprès du collectif France de gymnastique artistique à l'INSEP.

## Reconversion
En 2016, il commente les épreuves de gymnastique des Jeux Olympiques de Rio sur France Télévisions.

## Palmarès

### Jeux olympiques
- Pékin 2008
  -  médaille d'argent au saut de cheval.

### Championnats du monde
- Rotterdam 2010
  -  médaille d'or au saut de cheval.

### Championnats d'Europe
- Amsterdam 2007
  -  médaille d'argent au sol.
- Milan 2009
  -  médaille d'or au saut de cheval.
- Berlin 2011
  -  médaille d'or au saut de cheval.
  - 4e au sol.

### Finale de la coupe du monde
- Madrid 2008
  -  médaille d'or au saut de cheval.

### Étapes de coupe du monde
- 3 médailles d'or.
- 3 médailles d'argent.
- 2 médailles de bronze.

### Jeux méditerranéens
- médaille d'or au saut en 2009.
- médaille d'argent par équipe en 2009.
- médaille de bronze par équipe en 2005.

### Championnats de France
- 5 médailles d'or.
- 6 médailles d'argent.